# Bento do Amaral da Silva
Bento do Amaral da Silva (Rio de Janeiro, 1647 — São Paulo, 21 de junho de 1719) foi um militar do Brasil colonial, ficou conhecido por ter sido o autor do sangrento Capão da Traição. É constantemente confundido com um parente, e por esse motivo é atribuído erroneamente para seu primo a autoria do Capão da Traição.

## Biografia
Saiu do Rio de Janeiro para as Minas Gerais para explorar o ouro (no princípio da descoberta de tal minério), tendo enriquecido, se mudou para a Capitania de São Paulo.
Foi bem feitor da Capela da Ordem Terceira da Penitência de São Paulo, valendo-lhe por isso sepultura perpétua para si e para seus descendentes na Igreja Conventual (Convento e Igreja de São Francisco).
Bento se tornou sargento-mór de ordenanças em 1680. O Governador Interino da Capitania do Rio de Janeiro, João Tavares Roldon lhes concedeu a patente de capitão por ser o militar mais antigo do regimento, por isso foi considerado merecedor imediato de tal promoção.
Em 1687, o Capitão Bento, e seu irmão Francisco Nunes do Amaral (que também assinava como Francisco Gurgel do Amaral), e seu primo Dr. Cláudio Gurgel do Amaral foram acusados pela morte do Provedor da Fazenda Real, Pedro de Souza Correia (que ás vezes assinava como Pedro de Souza Pereira), conforme consta numa carta do Ouvidor-Geral Thomé de Almeida e Oliveira enviada para o Rei D. Pedro II de Portugal.
Em 1691, Bento e o seu irmão Francisco invadiram algumas fazendas do recôncavo fluminense com quarenta índios flecheiros. Os irmãos fizeram isso para se vingar por dois motivos: cobrar quem estava devendo a família (por isso roubaram escravos) e afrontar o Governador da Capitania de São Vicente, Luís César de Meneses que estava mantendo prisioneiro o pai deles, José Nunes da Silva. E no mesmo ano, Bento foi considerado culpado por tal episódio pelo parecer do Conselheiro João de Sepúlveda de Matos.
Em 1693, o Governador-Geral do Brasil, Antônio Luís Gonçalves da Câmara Coutinho escreveu uma carta para o Rei D. Pedro II de Portugal, pedindo detalhes sobre o andamento do processo a respeito do assassinato de Pedro de Souza Pereira. Em resposta recebeu a sentença pelo tribunal baiano que declarava Bento do Amaral da Silva, João Velho Barreto, João Batista do Amaral, Antônio Coutinho Figueira, João de Campos Matos, Francisco Correia Leitão e Cláudio Gurgel do Amaral culpados. E por esse motivo, os culpados foram revogar a sua sentença na Casa da Suplicação de Lisboa (alegaram que foram prejudicados por terem sido julgados por dois inimigos da família, os desembargadores João de Sousa e Belchior da Cunha Brochado). Apesar da acusação, foram declarados inocentes desse incidente.
Em 1694, representou os moradores de São Paulo ao se opor contra a reforma monetária realizada pelo Rei D. Pedro II de Portugal.
Bento foi ouvidor e corregedor da Capitania de São Paulo, nas ausências do Desembargador João Saraiva de Carvalho desde 1707, apesar de não possuir formação universitária, eventualmente o representava em sessões da Câmara de São Paulo. Bento foi afastado do cargo em 1709, após uma carta do Governador da Capitania de São Paulo, Antônio de Albuquerque Coelho de Carvalho ter sido enviada para o Rei D. João V de Portugal. O monarca naquela ocasião tinha rejeição extrema por figuras importantes da então Vila de São Paulo de Piratininga, como o Procurador da Coroa, Pedro Taques de Almeida (parente da esposa de Bento), que havia solicitado a renúncia do rei.
Apesar de ter sido um forasteiro, Bento ascendeu na sociedade paulista por causa de sua riqueza, e, também por ter se casado com uma descendente dos troncos conquistadores da Capitania de São Paulo. Após, tal período de conflitos, a última menção relevante sobre Bento foi em 1715, quando foi nomeado ouvidor-geral pelo Governador da Capitania de São Paulo e Minas de Ouro, Brás Baltazar da Silveira. Tendo posteriormente sido afastado do cargo devido a oposição (oficiais da Câmara de São Paulo).

### O Capão da Traição e a confusão de identidades
É atribuído erroneamente a Bento do Amaral Coutinho (com quem é constantemente confundido na história) a autoria do Capão da Traição, sangrento episódio da Guerra dos Emboabas, executado por Bento do Amaral da Silva. Os historiadores baseiam tal teoria em informações de documentos históricos do século XVII, confrontadas com a árvore genealógica da família carioca Amaral:
- Uma carta de 22 de maio de 1687 do Ouvidor-Geral Thomé de Almeida e Oliveira para o Rei D. João V de Portugal, menciona os nomes de Bento do Amaral (da Silva), do Dr. Cláudio Gurgel do Amaral e Francisco do Amaral (Gurgel), como uns dos responsáveis pela morte de Pedro de Souza Correia (que ás vezes assinava como Pedro de Souza Pereira). Em tal carta é mencionada a idade dos acusados, que contavam na ocasião com as seguintes idades: 33 (Cláudio), 40 (Bento) e 18 (Francisco). Os três se envolveram em outros episódios polêmicos em outros momentos. Bento do Amaral Coutinho possuía apenas 5 anos na ocasião da acusação;[6]
- Bento Coutinho pereceu jovem no combate contra os franceses;[5][11]
- A famosa carta de 1706 do Guarda-Mór da Capitania de São Vicente, Garcia Rodrigues Paes para o Rei D. João V de Portugal, narra a má fama dos irmãos do Frei Antônio de Santa Clara do Amaral (que foi deportado para Portugal por mau procedimento): Bento do Amaral (da Silva) e Francisco do Amaral (Gurgel) nas Capitanias do Rio de Janeiro, de São Paulo e das Minas Gerais.[12] Rodrigues Paes alegava em seu relato, que os dois irmãos enriqueceram explorando o ouro, e que não pagavam o quinto real.[5][13] Bento havia ido para o Rio de Janeiro com índios e negros armados para se vingar de Inácio Gago Câmara, tendo o matado e destruído o seu engenho. O crime permaneceu sem punição, devido ao regresso de Bento para as Minas Gerais.[5]
- Romeiro se baseou numa cópia de carta transcrita por Bartolomeu de Serqueira Cordovil, provedor da Fazenda Real do Rio de Janeiro entre 1716 e 1731. Outros documentos coloniais do mesmo período se referem a Bento do Amaral da Silva, sem o último sobrenome (da Silva). Portanto, o provedor real pode ter confundido Bento do Amaral (Coutinho) com Bento do Amaral (da Silva).[6]

Apesar do caráter cruel das execuções, elas não causaram espanto aos paulistas. Pois, a execução atendeu ao princípio da guerra brasílica (brasileira), que não respeitava as regras da ética militar naqueles tempos, exagerando sobremaneira na crueldade e recusando-se a dar quartel aos feridos e prisioneiros. Sebastião da Rocha Pitta foi um dos poucos que ficou estarrecido com tal acontecimento.

### Propriedades
Sua fazenda foi no sítio de Emboaçaba, situada na confluência do rio Tietê com o rio Pinheiros. A sua casa foi servida com numerosa escravatura, criados mulatos todos calçados, bons cavalos de estrebaria com ricos jaezes, excelentes móveis de prata e ouro, sendo avultadas as baixelas de prata, cuja copa foi de muitas arrobas. Sua fazenda possuía uma capela com imagens adornadas com ouro e prata, bem como dos mesmos metais eram as alfaias. Todo o mobiliário: marquesões, marquesas, mesas e cadeiras, e demais apetrechos eram de madeira de lei, tudo fabricado na Bahia com o respectivo brasão da família ferrados no encosto como era uso de quem possuía cabedal. Riquíssimas jóias de ouro e prata, Na cidade residia num sobrado situado na Rua Nossa Senhora do Carmo, a mais importante daqueles tempos na Vila de São Paulo de Piratininga. Era um sobrado de destaque com varandas de ferro com seu nome estampado no metal, além de inúmeros quartos e salas com o requinte da época. O quintal era amplo, plantado com as melhores árvores frutíferas, possuindo ainda completada cavalariça e abrigo para empregados.

## Genealogia

### Ascendência
Era filho dos brasileiros Méssia do Amaral Gurgel (1617 - 1687) e do Coronel José Nunes da Silva (1611 - 1689). Neto paterno dos portugueses Antônio Nunes da Silva e Maria Jordão, e, neto materno de Toussaint Gurgel (1576 - 1631), casado com a brasileira Domingas de Arão Amaral (1586 - 1654), filha dos portugueses Antônio Diogo do Amaral (1550 -?) e Michaella de Jesus Arão. O Comandante Toussaint foi preso em 1595 pelo Coronel João Pereira de Sousa Botafogo em Cabo Frio. Apesar de ter sido um corsário francês, Toussaint foi autorizado pelo Governador da Capitania do Rio de Janeiro, Salvador Correia de Sá a fixar residência no Brasil. Toussaint era filho de pai alemão (Baviera) e de mãe francesa (Alsácia).
Bento era irmão de:
- Domingas do Amaral da Silva (1640 -?), casada em 1663 com o Coronel Manuel Martins Quaresma (1633 - 1690);[3][2][5][15][16]
- Frei Antônio de Santa Clara do Amaral (1642 -?), pertencia a ordem dos franciscanos.[1][2][3][15][21] Entrou em conflito com o Guarda-Mór Garcia Rodrigues Paes, ocasionando a sua prisão por mau procedimento. O frade Antônio foi deportado pra Portugal;[5][22]
- José do Amaral (1650 -?);[16]
- Antônia de Jesus do Amaral (1653 - 1710), casada me 1698 com Simão Correia do Amaral (? - 1710);[15][22]
- Freira Isidora do Amaral (1656 -?), professa no Convento de Santa Clara de Lisboa;[1][2][5][15][22][21]
- Freira Maria Josefa do Amaral (1658 -?), professa no Convento de Santa Clara de Lisboa;[1][2][5][15][21][22]
- Coronel Francisco do Amaral Gurgel (1665 -?), que se casou com Maria das Mercês Costa.[15][22] Francisco foi Governador da Capitania de São Vicente e São Paulo;[1][2][3][21]
- Mariana do Amaral (1665 -?);[16]
- Freira Marta do Amaral, professa no Convento de Santa Clara de Lisboa;[1][2][5][15][21]

### Descendência
Do casamento em 1690 com Escolástica de Godoy (1670 - 1725), filha de Antônio Godoy Moreira e Ana de Lima e Morais, teve:
1. Ana Maria Gurgel do Amaral (1703 - 1779),[15] casada com o Capitão Inácio Dias da Silva (? - 1722),[2][3] filho do Brigadeiro Domingos Dias da Silva e Leonor de Siqueira;[7][16]
2. José do Amaral Gurgel (1704 -?),[15] se casou em 1730 com Escolástica de Arruda Leite Ferraz,[3] filha do Capitão Pedro Dias Leite (um dos líderes paulistas da Guerra dos Emboabas) e Antônia de Arruda e Sá. José foi o primeiro juiz da cidade de Itu.[1][2][7][10][16]
3. Francisco Godoy do Amaral Gurgel (? - 1760);[2][3][7][15][16]
4. Guilherme do Amaral da Silva, se casou em 1732 com Escolástica da Silva Missel (1698 - 1737), filha de Antônio Pacheco Missel e Maria Blanca da Silva.[3] Escolástica era viúva de Álvaro Bicudo Neto;[2][7][10][15][16]
5. Bento Godoy do Amaral Gurgel;[2][3][7][15][16]
6. Méssia Godoy do Amaral Gurgel, casada com o Dr. Manuel Bezerra Cavalcanti (? - 1784),[2][3] filho de Miguel Bezerra de Vasconcelos e Brígida de Figueirôa;[7][16]
7. Isidora do Amaral (? - 1749),[15] casada com José dos Reis Ribeiro,[3] filho de Antônio Gonçalves Ribeiro e Maria Leme da Silva;[2][7][16]
8. Inácia do Amaral,[15] casada com o Mestre de Campo Aleixo Leme da Silva (? - 1746).[2][3] Aleixo se casou em primeiras núpcias com Isabel Pereira de Faro, filha de Manoel Delgado da Silva e Úrsula da Cunha Pinto, e em terceiras núpcias com Maria Pedroso da Silva, filha de Antônio Rodovalho e Felipa de Barros Freire;[7][16]
9. Antônio Serafim Nunes do Amaral Gurgel;[1][2][3][7][15]
10. João Godoy do Amaral Gurgel;[1][2][7][15]
11. Escolástica Godoy do Amaral Gurgel, casada com Paulo Carlos da França.[1][2][7]